# بیش‌پتانسیل
بیش‌پتانسیل (به انگلیسی: Overpotential) عبارتست از تفاوت پتانسیل کاهش نیم واکنش محاسبه شده با پتانسیل اکسایش-کاهش واقعی.
این اصطلاح مستقیماً با بازده ولتاژ یک سلول الکترولیتی مرتبط است. در یک سلول الکترولیتی وجود بیش‌پتانسیل نشان می‌دهد که سلول به انرژی بیشتری از آنچه که از نظر ترمودینامیکی برای انجام یک واکنش انتظار می‌رود نیاز دارد. در یک سلول گالوانیکی وجود بیش‌پتانسیل به این معنی است که انرژی کمتری نسبت به پیش‌بینی ترمودینامیک بازیابی می‌شود. در هر مورد انرژی اضافی/از دست رفته به عنوان گرما از دست می‌رود. مقدار بیش‌پتانسیل برای هر نوع سلولی، متفاوت است و در سلول‌ها و شرایط عملیاتی، حتی برای واکنش‌های مشابه، متفاوت است. بیش‌پتانسیل به‌طور تجربی با اندازه‌گیری پتانسیلی که در آن چگالی جریان معین (معمولاً کوچک) بدست می‌آید، تعیین می‌شود.

## علل
وقتی یک باتری شارژ می شود، به مثابه یک سلول الکترولیتی است و در هنگام بارکشی (تخلیه) به مثابه یک سلول گالوانیکی است و بیش‌پتانسیل می شود اختلاف ولتاژ محاسباتی ترمودینامیکی منهای واقعی.
در یک سلول الکترولیتی، وقتی جریان الکتریکی زیادی را از الکترولیت عبور دهیم، سه عامل باعث بیش‌پتانسیل می شوند:

- بیش‌پتانسیل فعالیتی: انرژی های متفاوت در واکنشهای احیا-اکسایش که به صورت رفتار غیرخطی بین ولتاژ و جریان نمود پیدا می کند و توسط معادله بوتلر–ولمر بیان می شود.
- بیش‌پتانسیل غلظتی: ناشی از بهم ریختن یکنواختی غلظت الکترولیت در اطراف الکترود در مواقع عبور جریان زیاد است.
- بیش‌پتانسیل مقاومتی: ناشی از افزایش مقاومت الکتریکی الکترولیت است.

### هنگام تخلیه
بجای درگیر شدن با معادلات الکتروشیمی چند قرن پیش، بهتر است به صورت شهودی، عللی که باعث کم شدن ولتاژ خروجی باتری به عنوان نوع مرسوم سلول گالوانیکی را در نظر آورد. 
در یک باتری، عوامل زیر باعث افت ولتاژ می شوند:
- کهنگی یا کهنسالی باتری
- جریان زیاد کشیدن از باتری
- مقاومت الکتریکی سیم کشی ها
- فرسودگی باتری
- حباب زنی روی صفحات
- سولفاته شدن صفحات
- جرم گرفتن سر باتری
- آلودگی آب باتری